# Methylpyrrolidon
Methylpyrrolidon (systematický název 1-methyl-2-pyrrolidon) je dusíkatá heterocyklická organická sloučenina (methylderivát pyrrolidonu) používaná jako rozpouštědlo v nátěrových hmotách, čisticích prostředcích, pří výrobě elektronických zařízení, v petrochemii a farmacii či při výrobě agrochemikálií. Pro svoji reprodukční toxicitu byl methylpyrrolidon mezi prvními sedmi látkami zařazenými na Seznam látek vzbuzujících zvlášť velké obavy.